# Seven Mortal Sins
Seven Mortal Sins (sin 七つの大罪?, Sin: nanatsu no taizai, lett. "Sin: i sette peccati capitali") è un media franchise giapponese di Hobby Japan. Un manga disegnato da Ururihi è stato pubblicato online sul sito Comic Fire dal 29 agosto 2016 al 24 marzo 2017, mentre una serie televisiva anime, coprodotta da Artland e TNK, è stata trasmessa in Giappone tra il 14 aprile e il 29 luglio 2017.

## Trama
Lucifer, uno degli arcangeli di Dio, viene denunciato per essersi ribellato alla volontà dell'Onnipotente e cacciata dal Paradiso. È costretta a una breve sosta schiantandosi contro la chiesa di un liceo, dove una giovane ragazza, Maria Totsuka, assiste al suo arrivo. Dopo che Lucifer ha infuso nella ragazza una parte del suo sangue di angelo, continua la sua caduta nelle profondità dell'Inferno, dove incontra Leviathan, l'aspirante Potenza Demoniaca dell'Invidia.
Poco dopo, Lucifer viene sfidato dai Sette Peccati Capitali, le Potenze Demoniache a comando dell'Inferno, guidati da Belial. Unendo i loro poteri, i Sette Peccati sconfiggono Lucifer e sigillano i suoi poteri angelici dotandola di un abito maledetto della punizione, trasformandola così in una Potenza Demoniaca. Giurando vendetta sui demoni, Lucifer torna con Leviathan sulla Terra, dove trasforma Maria nella sua schiava immortale. Con i suoi due aiutanti al seguito, Lucifer si propone di sconfiggere i Sette Peccati uno alla volta per spezzare i loro poteri infondendo il suo Abito.

## Personaggi
Lucifer (ルシフェル?, Rushiferu)
Doppiata da: Eri Kitamura
Ex capo delle 7 virtù, viene Cacciata dal Paradiso perché voleva difendere gli umani, Lucifer prima di atterrare nell'inferno incontra Maria alla quale donerà il suo sangue angelico. Lucifer è la Potenza demoniaca della Superbia, inizialmente è molto scontrosa ma si addolcirà sempre di più guadagnando la fiducia delle altre potenze demoniache finendo per diventarne il leader. È terribilmente testarda infatti sfida tutte le potenze demoniache nelle loro specialità.
Maria Totsuka (十束 真莉亜?, Totsuka Maria)
Doppiata da: Megumi Toda
Una semplice umana che rivolgeva le sue preghiere a Lucifer, la seguirà per tutta la storia per potersi riprendere il suo cuore rubato da Lucifer stessa.

### Potenze demoniache
Leviathan (リヴァイアサン?, Rivaiasan)
Doppiata da: Akane Fujita
Potenza demoniaca dell'Invidia. Si innamora di Lucifer e la segue per tutto l'anime. Inizialmente molto gelosa, tenta di eliminare in tutti i modi Maria e alla fine finirà per affezionarcisi. Leviathan è in grado di controllare l'acqua e tutte le creature legate ad essa.
Satan (サタン?)
Doppiata da: Arisa Sakuraba
Potenza demoniaca dell'Ira. Leale e coraggiosa, inizialmente diffide di Lucifer, ma prenderà in considerazione l'opportunità di far tornare Lucifer all'inferno sacrificandosi per lei. Trae la sua forza dalle fiamme e cerca durante le battaglie di non coinvolgere innocenti.
Belphegor (ベルフェゴール?, Berufegōru)
Doppiata da: Ai Kakuma
Potenza demoniaca dell'Accidia. Sfida Lucifer in un gioco virtuale che gestisce insieme a Mammon. Non stabilisce un grande legame con Lucifer in quanto "non gliene importa". Possiede una lunga coda con cui può afferrare oggetti ed è capace di scagliare forti scariche di fulmini contro l'avversario.
Mammon (マモン?, Mamon)
Doppiata da: Yōko Hikasa
Potenza demoniache dell'Avarizia. Ha 500 figli da mantenere ed è in grado di creare ogni genere di pozioni per poi venderle a caro prezzo. Una volta sconfitta da Lucifer libererà tutti gli umani che aveva imprigionato e deciderà di prendersi cura dei suoi figli.
Beelzebub (ベルゼバブ?, Beruzebabu)
Doppiata da: Yui Ogura
Potenza demoniaca della Gola. È sfidata da Lucifer in una gara di abbuffate. Finiranno insieme in ricovero all'ospedale, e una volta guarita si fiderà ciecamente di Lucifer accettando solo la sua carne.
Asmodeus (アスモデウス?, Asumodeusu)
Doppiata da: Chiaki Takahashi
Potenza demoniaca della Lussuria. Trae la forza dai pensieri sporchi della gente. È subito interessata a Maria in quanto l'unica a resistere alla sua sensualità. Si fiderà di Lucifer dopo essersi bagnata a vederla godere. È capace di generare tornadi fatti di feromoni.
Astaroth (アスタロト?, Asutaroto)
Doppiata da: Azusa Tadokoro
Potenza demoniaca della Malinconia. Sulla terra è una cantante. Suona la chitarra con cui genera potenti vibrazioni da rompere una lastra di ghiaccio. Si fida ciecamente di Belial e la seguirà anche durante l'esilio. Non parla mai normalmente, solo a ritmo di Rap.
Belial (ベリアル?, Beriaru)
Doppiata da: Shizuka Itō
Potenza demoniaca della Vanità. Possiede un cane-armatura che la "copre" quando c'è bisogno. In realtà Belial è l'angelo caduto Satariel che è mandata all'inferno da Lucifer. Venderà l'inferno a Michael sperando di potersi riprendere il suo posto di angelo, ma verrà ingannata e per questo motivo verrà esiliata sulla terra. Ha il completo controllo dei 7 peccati capitali ma per sbaglio rinuncerà a questo ruolo liberando tutte dal loro supplizio.

### Sette virtù celesti
Michele (ミカエル?, Mikaeru)
Doppiata da: Yumi Uchiyama
Virtù Celeste della Fede. L'Arcangelo incaricato di denunciare Lucifero davanti a Dio e poi di gettarla all'Inferno, e quindi il nuovo leader delle Sette Virtù Celesti. Ha stretto un patto con Belial, chiedendo il rilascio di tutte le anime tormentate all'Inferno in cambio della consegna di Lucifero per il tormento eterno, ma alla fine tradisce Belial perché la sua incrollabile lealtà appartiene a Dio. Nonostante ciò, conserva dei sentimenti per Lucifero, ma finisce per diventare il suo nemico mortale.
Uriel (ウリエル?, Urieru)
Doppiato da: Asami Seto
Virtù celeste della Pazienza. L'ufficiale dell'intelligence del paradiso. Dopo aver scelto un impiegato come suo candidato Messia, Uriel inizia a perseguitarlo 24 ore su 24, 7 giorni su 7, cosa che alla fine lo fa licenziare. Quindi, decide di essersi innamorata di lui e va a vivere con lui.
Sariel (サリエル?, Sarieru)
Doppiato da: Sakura Nakamura
Virtù celeste della Gentilezza. Una figura materna che usa tutti gli strumenti del suo arsenale, in particolare i suoi enormi seni, per confortare gli altri. Quando conforta il suo candidato messia, emergono le sue tendenze sadiche. Ogni volta che Sariel starnutisce, rilascia inavvertitamente il suo potere distruttivo e può livellare diversi edifici.
Sandalphon (サンダルフォ ン?, Sandarufon)
Doppiato da: Shiori Izawa
Virtù celeste della Diligenza. Una laboriosa inventore e sorella di Metatron. Sandalphon sceglie uno studente come suo candidato e cerca di aiutarlo a studiare per un test usando le sue invenzioni. È anche amica di Belphegor, il Signore dei Demoni che incarna il peccato opposto alla virtù di Sandalphon.
Metatron (メタトロン?, Metatoron)
Doppiato da: Ari Ozawa
Virtù celeste della Carità. Un'infermiera maldestra e sorella di Sandalphon. Metatron sceglie un giovane in ospedale come suo candidato e cerca di curarlo per rimetterlo in salute. Sebbene timida in superficie, è più che disposta a usare il suo corpo per servire gli altri, ma si trasforma in una sadica sessuale ogni volta che tocca un ago.
Raphael (ラファエル?, Rafaeru)
Doppiato da: Lynn
Virtù celeste della Temperanza. Una fan della cultura gyaru e dei cibi zuccherati. Raphael fa amicizia con uno studente di pasticceria e lo aiuta a vendere i suoi prodotti per strada. Giungendo alla conclusione che essere il Messia impedirà all'umano di realizzare il suo sogno di diventare un maestro pasticcere, Raphael cancella i ricordi di lei del giovane.
Gabriel (ガブリエル?, Gaburieru)
Doppiato da: Hiyori Nitta
Virtù celeste della Castità. Capo del Comitato della Morale Angelica. Gabriel cerca con zelo di sbarazzarsi di ogni immoralità, arrivando al punto di urlare a coppie casuali per strada. Si trasferisce con il suo candidato per impedirgli di fare qualsiasi cosa ritenga immorale.

## Anime
Una serie televisiva anime di dodici episodi, ideata e diretta da Kinji Yoshimoto e coprodotta da Artland e TNK con la colonna sonora composta da Hiroaki Tsutsumi e Masaru Yokoyama, è andata in onda dal 14 aprile al 29 luglio 2017. Le sigle di apertura e chiusura sono rispettivamente My Sweet Maiden e Welcome to Our Diabolic Paradise, entrambe interpretate dal gruppo Mia Regina. In tutto il mondo, ad eccezione dell'Asia, gli episodi sono stati trasmessi in streaming in simulcast, anche coi sottotitoli in lingua italiana, da Crunchyroll.

### Episodi
| Nº   | Titolo italiano Giapponese 「Kanji」 - Rōmaji | In onda        | In onda |
| Nº   | Titolo italiano Giapponese 「Kanji」 - Rōmaji | Giapponese     |         |
| 1    | Il superbo angelo caduto 「傲慢たる堕天使」 - Gōmantaru datenshi | 14 aprile 2017 |         |
| 2    | Impazzire d'invidia 「嫉妬ゆえの暴走」 - Shitto-yue no bōsō | 21 aprile 2017 |         |
| 3    | Le spiagge della lussuria 「色欲の渚」 - Shikiyoku no nagisa | 28 aprile 2017 |         |
| 4    | Città nebbiosa, culla di avarizia 「強欲うごめく霧の街」 - Gōyoku ugomeku kiri no machi                                                                                      | 5 maggio 2017  |         |
| 4.5  | È senza dubbio opera del diavolo 「まさに悪魔の所業…」 - Masani akuma no shogyō                                                                                              | 12 maggio 2017 |         |
| 5    | La languida Diva 「憂鬱なる歌姫」 - Yūutsunaru utahime | 19 maggio 2017 |         |
| 6    | Accidia online 「怠惰オンライン」 - Taida onrain | 26 maggio 2017 |         |
| 7    | Gola senza colpa 「咎なき暴食」 - Toga naki bōshoku | 2 giugno 2017  |         |
| 8    | Ira scatenata 「解き放たれた憤怒」 - Tokihanatareta fundo | 9 giugno 2017  |         |
| 9    | Lasciate ogne speranza 「汝、一切の希望を捨てよ」 - Nanji, issai no kibō o suteyo                                                                                            | 16 giugno 2017 |         |
| 10   | Amate i vostri nemici e pregate per coloro che vi perseguitano 「汝の敵を愛し、汝らを責むる者のために祈れ」 - Nanji no teki o ai shi, nanjira o semuru mono no tame ni inore | 23 giugno 2017 |         |
| 10.5 | 「緊急特番！門限破りの罪」 - Kinkyū tokuban! Mongen yaburi no tsumi | 30 giugno 2017 |         |
| 11   | Chiedete, e vi sarà dato 「求めよ、さらば与えられん」 - Motomeyo, saraba ataeraren                                                                                           | 7 luglio 2017  |         |
| 12   | Dio è in Paradiso e sulla Terra tutto è in pace 「神は天にいまし、すべて世は事も無し」 - Kami wa ten ni imashi, subete yo wa koto mo nashi                                   | 29 luglio 2017 |         |